# 右近 (能)
『右近』（うこん）は、能楽における能の演目のひとつ。世阿弥作による、北野天満宮末社の桜葉明神（女神）が登場する脇能で、女神物に分類される。女体神による優美な舞もあるため、鬘能の趣を持つ。

## あらすじ
京に上り、花の名所を訪ねようと、鹿島神宮の神職と従者は右近の馬場へと赴いていた。そこで花見をしていると、花車に乗った貴女と侍女が、右近の馬場の桜の木や北野天満宮の梅や松、錦で飾った花車に心ときめかしつつやってくる。神職と貴女は昔物語から歌を引いて、言葉を掛け合い、風情を楽しみながら一緒に美しい景色を眺めていた。貴女は北野天満宮と摂社の桜葉社に咲き誇る桜の花を眺めつつ、天神の神幸を称えた。そして自分はこの摂社に現れた神であり、君が代を守る神であると告げる。そして月の夜の神楽を待ちたまえと言って、花の陰に姿を隠した。神職は神の代の誓いがつきぬ証として、この神と君の恵みをありがたいと思い待っていると、桜葉明神が現れ、今右近の馬場は春を得て、君の威光も高く、のどかなる世を目出度いと、神も俗塵に交わっていると告げる。神職が天照大神の恵みを受けて桜の宮居に現れた神ですねと言うと、北野天満宮では神の威光を現すために桜葉の神として現れたと言い、神神楽を舞い始める。月が照り添い、花に戯れる、美しい舞いであり、北野天満宮の御池にその姿を映しながら、鳥のように花の梢を飛び翔り、雲に昇り、天に上っていった。

## 解説

### 典拠・作者
『申楽談儀』に右近の馬場の能としての言及があり、世阿弥の作と認められる。しかし『能本作者註分』に「前後ヲ小次郎カキナオス」とあるため、観世小次郎信光が改作したとされている。世阿弥による女体の脇能は、ほかに『呉羽』『鵜羽』がある。

## 登場人物
- 前シテ  貴女
- 後シテ  桜葉明神
- ツレ  侍女
- ワキ  鹿島の神職
- ワキツレ  神職の従者
- アイ  里人